# 全日本プロ選手権自転車競技大会記念競輪
全日本プロ選手権自転車競技大会記念競輪（ぜんにっぽんプロせんしゅけんじてんしゃきょうぎたいかいきねんけいりん）は、全日本プロ選手権自転車競技大会（以下 全プロ）の直前に開催される競輪のFII競走である。略称としては全プロ記念競輪・全プロ記念・全プロ競輪などと大会を区別できるように表記される場合が多いが、本競輪について「全プロ」と略されることもあり、混同が生じることがある。

## 歴史
全プロ記念競輪の前身は、直前に開催中止となったKEIRINグランプリ'89の代替レースとして1990年に行なわれた1990世界選日本大会記念レース「スーパープロピストレーサー（SPR）賞」である。このレースは寬仁親王牌・世界選手権記念トーナメントの前身でもあり、その後は全プロと合わせて開催されていたが、寛仁親王牌が特別競輪（現在のGI）に昇格する（第3回以降）と共に開催時期が変更されると、しばらくは全プロのみ行なわれていた。
しかし1995年に「兵庫県南部地震災害復興競輪」を全プロの前日であった5月13日に名古屋競輪場において開催することになり、この開催が翌年以後も続く形で現在の全プロ競輪に繋がっている。当初は全プロの前日に1日だけ当大会が開催されるという形式で有り、その際、上位選出9人によるメインレースとしてSPR賞が組み込まれた。その後松戸競輪場で開催された2005年大会より開催期間が2日間となった（2日目が全プロの前日。2006年以降のSPR賞の扱いに付いては後述）。
なお2001年からは国際競輪に参加した外国人選手も出場していたが、2006年以降は国際競輪の開催時期および制度が変更されたため、日本人選手のみで争われている。
2020年から2022年にかけて全プロは新型コロナウイルス感染症の影響で中止となったが、全プロ競輪は通常通り開催された。

## 出場選手選抜方法
全日本プロ選手権自転車競技大会記念競輪の出場選手は、全日本プロ選手権自転車競技大会（以下、全プロ）に出場する選手のうち開催時においてS級に在籍している者から選抜される。毎回若干変更・修正されるものの、概ね以下の資格順位により正選手108名、補欠選手8名を選抜する。ただし、出走開催月に出場あっせん停止等の措置を受けている場合などで選考除外されることもある。
- 選考期間…前年9月 - 当年2月（6ヶ月）、選考月…3月、最低出走回数…24

1. 全プロに出場予定のS級S班在籍者
2. 上記で既に選抜された者を除く全プロに出場予定の選手のうち、平均競走得点上位者から順次選抜する（同点の場合は賞金獲得額上位者を優先）
  - 2025年では、上記1.と2.の間に「パリオリンピック自転車競技トラック種目代表選手」が加えられた

なお、補欠選手は正選手を除く全プロに出場予定の選手のうち、平均競走得点上位者からさらに順次選抜される。

## 2006年度以降の開催概要
本競輪では、上位選出27名と、下位選出81名で基本的に別個のトーナメントとして行われる。上位選出27名は、初日に優秀戦として合計3レース行い、1 - 3着の合計9名によって2日目にスーパープロピストレーサー（SPR）賞が争われる。また、4 - 9着の合計18名はワンダーステージに回る。
上位選出27名は以下の通り選抜される。
1. 全プロに出場予定のS級S班在籍者
2. 上記で既に選抜された者を除く全プロに出場予定の選手のうち、平均競走得点上位者から順次選抜する。

下位選出の選手については初日に特選と選抜に分かれて2日目の上位競走（ダイナミックステージ）を目指して争うが、上位組に失格・欠場が無い場合に上位選出の選手と共に走ることは無い。
当大会では、厳密な意味での決勝戦は行われない。しかし、スーパープロピストレーサー（SPR）賞の1着が当大会に於いて唯一優勝回数にカウントされ、同賞の1着賞金も当大会で最高額であることから、スーパープロピストレーサー（SPR）賞が事実上の決勝戦（大会王者決定戦）として位置付けられている。
競輪では新型コロナウイルス感染症拡大防止の観点から、FI・FIIは7車立てで開催されているが（新型コロナウイルス感染症が5類相当に移行した2023年5月以降も継続）、当大会はFII格付けながら9車立てで行われている（補充が間に合わない場合の欠場発生時は車立てが減る場合がある）。
FII開催であるため、本開催が選考期間に係る特別競輪への影響は、朝日新聞社杯競輪祭の競走得点部分、KEIRINグランプリ及び日本選手権競輪の賞金部分のみとなる。

### スーパープロピストレーサー（SPR）賞賞金
近年の各着順における賞金額は、以下の通り。（　）内は副賞（1着に授与）を含んだ金額。
| 年     | 1着                | 2着       | 3着       | 4着       | 5着       | 6着      | 7着      | 8着      | 9着      |
| ------ | ------------------ | --------- | --------- | --------- | --------- | -------- | -------- | -------- | -------- |
| 2024年 | 286万円（396万円） | 170.0万円 | 126.9万円 | 104.5万円 | 94.8万円  | 86.4万円 | 78.0万円 | 71.0万円 | 64.2万円 |
| 2025年 | 310万円（422万円） | 180.4万円 | 134.6万円 | 110.9万円 | 100.6万円 | 91.7万円 | 82.8万円 | 75.3万円 | 68.1万円 |

## スーパープロピストレーサー（SPR）賞
- 2004年までは1日制。2003年から3大会はワールドグランプリとして行われた。2006年より現行制度での開催。

| 開催年 | 開催場                       | SPR賞勝者                    | 府県                         |
| ------ | ---------------------------- | ---------------------------- | ---------------------------- |
| 1995年 | 名古屋                       | 遠澤健二                     | 神奈川                       |
| 1996年 | いわき平                     | 山田裕仁                     | 岐阜                         |
| 1997年 | 弥彦                         | 神山雄一郎                   | 栃木                         |
| 1998年 | 千葉                         | 後閑信一                     | 群馬                         |
| 1999年 | 広島                         | 小橋正義                     | 岡山                         |
| 2000年 | 弥彦                         | 太田真一                     | 埼玉                         |
| 2001年 | 一宮                         | 神山雄一郎                   | 栃木                         |
| 2001年 | 一宮                         | 太田真一                     | 埼玉                         |
| 2002年 | 京王閣                       | 神山雄一郎                   | 栃木                         |
| 2003年 | ワールドグランプリの項を参照 | ワールドグランプリの項を参照 | ワールドグランプリの項を参照 |
| 2004年 | ワールドグランプリの項を参照 | ワールドグランプリの項を参照 | ワールドグランプリの項を参照 |
| 2005年 | ワールドグランプリの項を参照 | ワールドグランプリの項を参照 | ワールドグランプリの項を参照 |
| 2006年 | 松山                         | 小野俊之                     | 大分                         |
| 2007年 | いわき平                     | 武田豊樹                     | 茨城                         |
| 2008年 | 奈良                         | 武田豊樹                     | 茨城                         |
| 2009年 | 花月園                       | 伏見俊昭                     | 福島                         |
| 2010年 | 函館                         | 村上博幸                     | 京都                         |
| 2011年 | 防府                         | 海老根恵太                   | 千葉                         |
| 2012年 | 前橋                         | 伏見俊昭                     | 福島                         |
| 2013年 | 岸和田                       | 新田祐大                     | 福島                         |
| 2014年 | 取手                         | 浅井康太                     | 三重                         |
| 2015年 | 別府                         | 武田豊樹                     | 茨城                         |
| 2016年 | 伊東                         | 武田豊樹                     | 茨城                         |
| 2017年 | 和歌山                       | 古性優作                     | 大阪                         |
| 2018年 | 青森                         | 平原康多                     | 埼玉                         |
| 2019年 | 松山                         | 太田竜馬                     | 徳島                         |
| 2020年 | 豊橋                         | 松浦悠士                     | 広島                         |
| 2021年 | 広島                         | 松浦悠士                     | 広島                         |
| 2022年 | 佐世保                       | 守澤太志                     | 秋田                         |
| 2023年 | 富山                         | 古性優作                     | 大阪                         |
| 2024年 | 高知                         | 清水裕友                     | 山口                         |
| 2025年 | 青森                         | 古性優作                     | 大阪                         |

## 今後の開催予定
- 2026年5月23日・24日 - 武雄競輪場

### 各回競走結果の出典
- “全日本プロ選手権大会記念競輪 スーパープロピストレーサー（SPR）賞 FII” (PDF). 2023年版 競輪年間記録集.   JKA. p. 60. 2025年5月26日閲覧。
- KEIRIN.JPによるレポート（最終閲覧日：2025年5月26日） 
  - 2003年、2004年、2005年、2006年、2007年、2008年、2009年、2010年、2011年、2012年、2013年、2014年、2015年、2016年、2017年、2018年、2019年、2020年、2021年、2022年、2023年、2024年、2025年